# 變羊記
《變羊記》是一部由台灣導演左世強執導的電影。於2012年9月7日上映。耗資新台幣3500萬元製作的靈異驚悚電影《變羊記》，曾榮獲100年台北市文化局電影拍攝補助獎勵、新聞局100 年度優良電影劇本獎、入圍2011年韓國富川奇幻影展的創投獎。故事考據了諸多真實靈異故事與台灣禁忌，並選擇在農曆七月鬼月上映。劇本的靈感啟發自魏晉南北朝時的鄉野傳奇及《定伯賣鬼》，跨越千年後，來到了2015年，在一對兄妹和一隻鬼靈羊之間，不斷發生的離奇的靈異事件，更挑釁了原本相安無事的靈異空間。電影敘事帶有濃厚的末世驚悚寓言，是近年台灣電影較為少見的純本土創作靈異題材電影。

## 故事

### 劇情簡介
宋定伯（蔡振南 飾）是一個負債累累商人，正打算去森林深處自盡的時候，碰上了鬼（吳朋奉 飾）。定伯早已對人生絕望，決心捉弄這個鬼，而這膽小的鬼竟因此被迫變成羊，陰錯陽差被服役中的阿傳（黃河 飾）撿到。阿傳是身懷絕技的園藝玩家，退伍後帶著山羊、妹妹小旗（李亦捷 飾）住在破舊的老公寓裡。同時，阿傳因園藝工作關係，和學長（溫昇豪 飾）一起上演偷天換日戲碼，貪圖價值上百萬的珍貴盆景，更逐漸迷失了心智，連女友（任容萱 飾）都棄阿傳而去。這一切的一切，讓不斷失控的局面籠罩著人們的心靈，黑暗與恐懼吞食著人們的理智……

## 演員陣容
《變羊記》的卡司陣容，包括金鐘影帝黃河（《危險心靈》、《燃燒吧！歐吉桑》、《茱麗葉》）、金鐘影帝吳朋奉（《父後七日》、《龍飛鳳舞》、《歸途》）、跨界影帝與金曲獎最佳男演唱人蔡振南（《多桑》、《悲情城市》、《黑狗來了》、《沙河悲歌》）、曾入圍金鐘獎最佳男主角的實力派偶像溫昇豪（《大將徐傍興》、《獵豔》、《犀利人妻》）、台北電影節最佳新人李亦捷（《當愛來的時候》）、新生代氣質偶像任容萱（《終極三國》、《勇士們》）。

### 人物介紹
| 演員   | 角色   | 簡介 |
| 吳朋奉 | 厲鬼   | 叢林裡的一名厲鬼，本來想要捉弄宋定伯，跟他玩鬼揹鬼的遊戲。沒想到卻被想要尋死的宋定伯所害，最後變成了一隻黑靈羊，甚至被賣到羊肉爐土產店。 |
| 吳朋奉 | 阿忠   | 這樣好嗎？我只是想賺點外快而已…… 31歲，阿傳園藝公司中的老師傅，忠厚老實沒有野心，平時沈默寡言，遇事時優柔寡斷。 原本只是一位心思單純的花圃工人，與阿傳一起去議員家代班，被阿傳說服一起參與將盆景偷天換日的任務。本以為只是小賺外快，作夢也沒想到原來賺到的竟然是暴利，但內心也隨之更加不安…… |
| 黃河   | 阿傳   | 你到底想不想要賺一百萬？交給我就對了！ 25歲，表面上個性冷靜溫和，內心卻是靜水深流，對喜愛的事物有極端的熱情和偏執，倔強又頑固。 大學園藝系畢業，對盆景園藝的有極高的天賦，但從來不覺得這可以當飯吃。在軍中演習時無意中撿到了一隻無有主人的山羊，退伍後 也帶著山羊，和妹妹小旗住在一間老公寓裡。因為工作代班關係，發現了無人聞問的幾株天價盆景，和學長、老師傅一起用偷天換日手法將盆景搶奪到手。但卻因自 己堅持己見和學長鬧翻，一意孤行的結果，讓自己也身陷執念的死胡同，至甚為此和女朋友冷戰吵架。心煩意亂的同時，老公寓中一樁又一樁的靈異現象，逼的自己 和妹妹小旗，都接近崩潰邊緣…… |
| 蔡振南 | 宋定伯 | 哈！真巧，我是剛死的新鮮鬼，誰怕誰？ 54歲，有小聰明，但是喜愛投機取巧，不肯腳踏實地。 年近半百，負債累累的人生，讓定伯萌生輕生之意，打算一個人獨自去森林中自我了結。沒想到在森林裡碰到惡鬼來糾纏，定伯急中生智，不但施以巧計掙脫險境，還因禍得福意外獲得一隻黑山羊，就把山羊拿去賣掉還債。這隻倒楣的山羊也趁隙逃脫......後來陰錯陽差，在演習時被阿傳撿到。 |
| 李亦捷 | 小旗   | 哥！你……你有沒有聽到聲音？我覺得怪怪的耶…… 17歲，阿傳的妹妹。個性溫順，生活非常獨立自主，常會冒出鬼靈精怪的點子。 念高職的服裝設計科，平時喜歡和朋友到處玩耍。雖然從小和哥哥感情不是挺好，兩人都各自忙自己的事，對彼此生活也不太瞭解，後來與哥哥和山羊同住在老公寓裡。因為一次和好朋友去海邊遊玩時，順手撿拾了一顆石頭，又因為自己調皮不慎也將石頭搞丟，引發後來一連串的靈異事件。 |
| 溫昇豪 | 學長   | 我警告你，你敢動我的盆景試試看！ 29歲，阿傳園藝系的學長，有非常精明的商業頭腦，個性強悍有幹勁。靠著經營盆景拍賣網站生意，過著優渥愜意生活。 因為阿傳意外發現了價值上百萬的幾株盆景，聯手偷天換日將盆景弄到手。他非常清楚阿傳的天賦，所以也打算利用自己的生意關係，與阿傳一起做這筆買賣。但兩人對盆景的想法有所出入，阿傳的執念固執，讓學長十分惱火，兩人緊張關係一觸即發。 |
| 任容萱 | 姚洛棻 | 不要相信那些危言聳聽的話，相信自己最重要！ 25歲，阿傳的女友，個性直爽有想法，敢怒敢言，非常有正義感。工作上精明幹練，生活有條理，也有潔癖。 因為搭火車而認識了剛退伍的阿傳，後來進一步成為了男女朋友。是一位工作上非常能幹的新時代女性，和阿傳之間的關係，兩人一冷一熱，倒也相處的十分融洽。後來因為盆景和感情風波，和阿傳吵架後憤而分手離開阿傳。 |

## 外部連結
- 電影《變羊記》官方網站（页面存档备份，存于）
- 變羊記的Facebook專頁
- Yahoo奇摩電影上《變羊記》的資料（繁體中文）
- MSN娛樂上《變羊記》的資料（繁體中文）

- 開眼電影網上《變羊記》的資料（繁體中文）
- 豆瓣电影上《變羊記》的資料 （简体中文）
- 时光网上《變羊記》的資料（简体中文）
- 香港影庫上《變羊記》的資料（繁體中文）
- 互联网电影数据库（IMDb）上《變羊記》的资料（英文）